# Ochropleura megaplecta
Ochropleura megaplecta là một loài bướm đêm trong họ Noctuidae.